# Liste des maladies génétiques à gène non identifié
Pour les articles homonymes, voir Liste des maladies.
Ne doit pas être confondu avec Liste des maladies génétiques à gène identifié.
Cet article donne la liste des maladies génétiques à gène non identifié correspondant aux maladies précédées du signe % de Mendelian Inheritance in Man
Dans cette liste il existe deux sous groupes :
- Les maladies dont la localisation chromosomique du gène est connue.
- Les maladies dont la localisation chromosomique du gène est inconnue.

Le nom de la maladie est celui utilisé par Orphanet. Les maladies sont classées par ordre alphabétique et le chromosome est indiqué si celui est connu.

## Les maladies

### A
| Nom                                                                                               | OMIM        | Transmission         | Chromosome |
| ------------------------------------------------------------------------------------------------- | ----------- | -------------------- | ---------- |
| Aagenaes syndrome de voir Cholestase lymphoedeme                                                  | (en) 214900 | Récessive            | 15         |
| Aase Smith syndrome d                                                                             | (en) 147800 | Dominante            | Inconnu    |
| Abdallat Davis Farrage syndrome d                                                                 | (en) 270750 | Récessive            | Inconnu    |
| Acanthosis nigricans                                                                              |             |                      | Inconnu    |
| Achromatopsie complète (environ 25 % des cas non identifiés)                                      |             | Récessive            |            |
| Achromatopsie incomplète liée à l'X                                                               | (en) 303700 |                      | X          |
| Acidurie méthylmalonique avec homocystinurie                                                      | (en) 277400 | Récessive            | Inconnu    |
| Acidémie succinique                                                                               | (en) 600335 | Récessive            | Inconnu    |
| Acidose lactique congénitale infantile                                                            | (en) 245400 | Récessive            | 2          |
| Acidurie 2-hydroxyglutarique                                                                      | (en) 236792 |                      | Inconnu    |
| Acidurie D-glycérique                                                                             | (en) 220120 |                      | Inconnu    |
| Acidurie méthylmalonique avec homocystinurie                                                      | (en) 277400 | Récessive            | Inconnu    |
| Acrodysostose                                                                                     | (en) 101800 | Dominante            | Inconnu    |
| Acrodysplasie voir Acrodysostose                                                                  |             |                      |            |
| Acrokératoélastoïdose de Costa                                                                    | (en) 101850 | Dominante            | Inconnu    |
| Acromégalie cutis gyrata                                                                          | (en) 102100 | Dominante            | Inconnu    |
| Acromégaloide faciès                                                                              | (en) 102150 | Dominante            | Inconnu    |
| Acro-pectoro-vertébrale dysplasie                                                                 | (en) 102510 | Dominante            | 2          |
| Agénésie diaphragmatique voir Hernie diaphragmatique                                              |             |                      |            |
| Agénésie du corps calleux - blépharophimosis - Séquence de Robin voir Toriello-Carey, syndrome de |             |                      |            |
| Agénésie du corps calleux-anomalie choriorétinienne voir Aicardi, syndrome d'                     |             |                      |            |
| Agénésie rénale bilatérale dominante                                                              | (en) 191830 | Dominante            | Inconnu    |
| Agnathie holoprosencephalie situs inversus                                                        | (en) 202650 | Dominante            | Inconnu    |
| Aicardi-Goutières, syndrome d'                                                                    | (en) 225750 | Récessive            | 3-13       |
| Aicardi, syndrome d'                                                                              | (en) 304050 | Dominante liée à l’X | X          |
| Akinésie fœtale, séquence d'                                                                      | (en) 208150 | Récessive            |            |
| Al Awadi Teebi Farag, syndrome d'                                                                 | (en) 276820 | Récessive            | Inconnu    |
| Albinisme avec surdi mutité                                                                       | (en) 300700 |                      |            |
| Albright like, syndrome de                                                                        | (en) 600430 |                      | 7          |
| Aleucocytose congénitale voir Dysgénésie réticulaire                                              |             |                      |            |
| Algie vasculaire de la face                                                                       | (en) 119915 | Dominante            | Inconnu    |
| Alopécie anosmie surdité hypogonadisme voir Johnson Mcmillin syndrome de                          |             |                      |            |
| Alopécie épilepsie pyorrhée retard mental                                                         | (en) 104130 | Dominante            | Inconnu    |
| Alopécie retard mental voir Perniola Krajewska Carnevale syndrome de                              |             |                      |            |
| Ambras, syndrome d'                                                                               | (en) 145701 | Dominante            | 8          |
| Amélo-cérébro-hypohidrotique, syndrome voir Epilepsie-démence-amélogenèse imparfaite              |             |                      |            |
| Amélogenèse imparfaite dominante type hypoplasique                                                | (en) 104530 |                      |            |
| Amélo onycho hypohidrotique syndrome                                                              | (en) 104570 |                      | Inconnu    |
| Aminoacidurie dibasique type 1                                                                    | (en) 222690 | Récessive            | Inconnu    |
| Amyotrophie névralgique de l'épaule voir Parsonage-Turner, syndrome de                            |             |                      |            |
| Anderson, maladie d'                                                                              | (en) 246700 | Récessive            |            |
| Anémie due au déficit en adénosine triphosphatase                                                 | (en) 102800 |                      | Inconnu    |
| Anémie dysérythropoïétique congénitale                                                            | (en) 105600 |                      |            |
| Angiomatose cutanée et digestive                                                                  | (en) 112200 |                      | Inconnu    |
| Angiomatose neurocutanée héréditaire                                                              | (en) 106070 |                      | Inconnu    |
| Aniridie, ataxie cérébelleuse, avec retard mental                                                 | (en) 206700 |                      | Inconnu    |
| Ankylose dentaire                                                                                 | (en) 157950 |                      | Inconnu    |
| Anonychie - phalanges distales hypoplasiques                                                      | (en) 106995 |                      |            |
| Anotie                                                                                            | (en) 600674 |                      | Inconnu    |
| Aphalangie syndactylie microcéphalie                                                              | (en) 600384 |                      | Inconnu    |
| Aplasie cutanée circonscrite du cuir chevelu                                                      | (en) 107600 |                      | Inconnu    |
| Aplasie cutanée congénitale des membres forme récessive                                           | (en) 600360 |                      | Inconnu    |
| Apple peel syndrome                                                                               | (en) 243600 |                      | Inconnu    |
| Apraxie oculomotrice, type Coga                                                                   | (en) 257550 | Récessive            | 2          |
| Arthrogrypose distale liée a l'x                                                                  | (en) 301830 |                      |            |
| Arthrogrypose distale type 2 A voir Freeman-Sheldon, syndrome de                                  |             |                      |            |
| Arthrogrypose like syndrome                                                                       | (en) 208200 |                      | Inconnu    |
| Arthrogrypose ophtalmoplegie rétinopathie                                                         | (en) 108145 |                      | Inconnu    |
| Arthrogrypose par dystrophie musculaire                                                           | (en) 253900 |                      | Inconnu    |
| Asymétrie faciale lors des pleurs                                                                 | (en) 125520 |                      |            |
| Ataxie cérébelleuse autosomique récessive                                                         | (en) 608029 | Récessive            | 20         |
| Ataxie cérébelleuse autosomique récessive type III                                                | (en) 213200 | Récessive            | 9          |
| Ataxie cérébelleuse - hypogonadisme                                                               | (en) 212840 | Récessive            | Inconnu    |
| Ataxie cérébelleuse, liée à l'X                                                                   | (en) 302500 |                      |            |
| Ataxie cérébelleuse précoce avec conservation des réflexes tendineux voir Ataxie de Harding       |             |                      | Inconnu    |
| Ataxie de Harding                                                                                 | (en) 212895 | Récessive            | Inconnu    |
| Ataxie - hypogonadisme - dystrophie choroïdienne                                                  | (en) 215470 |                      | Inconnu    |
| Ataxie myosis congénital                                                                          | (en) 108650 |                      | Inconnu    |
| Ataxie spinocérebelleuse autosomique récessive voir Ataxie cérébelleuse autosomique récessive     |             |                      |            |
| Ataxie spinocérébelleuse infantile                                                                | (en) 271245 | Récessive            | 10         |
| Ataxie, surdité, atrophie optique & létalité                                                      | (en) 301835 |                      |            |
| Atrésie du grêle voir Apple peel syndrome                                                         |             |                      |            |
| Atrésie jéjunale voir Apple peel syndrome                                                         |             |                      |            |
| Atrophie microvilleuse congénitale voir Inclusions microvilleuses, maladie des                    |             |                      |            |
| Atrophie spinale bénigne dominante                                                                | (en) 600175 | Dominante            | 12         |
| Auriculo-ostéo-dysplasie                                                                          | (en) 109000 |                      | Inconnu    |
| Autisme, formes génétiques                                                                        | (en) 209850 |                      |            |

### B
| Nom | OMIM        | Transmission | Chromosome |
| --- | ----------- | ------------ | ---------- |
| Ballard, syndrome de                                                                                   | (en) 112440 | Dominante    | Inconnu    |
| Bartsocas Papas syndrome                                                                               | (en) 263650 | Récessive    | Inconnu    |
| Basan syndrome de                                                                                      | (en) 129200 | Dominante    | Inconnu    |
| Bean, syndrome de voir Angiomatose cutanée et digestive                                                |             |              | Inconnu    |
| Beemer-Langer, syndrome de                                                                             | (en) 269860 | Récessive    | Inconnu    |
| Behr syndrome de                                                                                       | (en) 210000 | Récessive    | Inconnu    |
| Bencze syndrome de                                                                                     | (en) 141350 | Dominante    | Inconnu    |
| Berdon, syndrome de voir Hypopéristaltisme intestinal-microcôlon-hydronéphrose                         |             |              | Inconnu    |
| Bixler Christian Gorlin syndrome de voir Hypertélorisme microtie fente faciale                         |             |              | Inconnu    |
| Bjornstad syndrome voir Surdité alopécie hypogonadisme                                                 |             |              |            |
| Blepharo-cheilo-dontique syndrome voir Fente labiopalatine - ectropion de la paupière - dents coniques |             |              | Inconnu    |
| Blepharo facio squelettique syndrome                                                                   | (en) 164220 | Dominante    | Inconnu    |
| Blépharophimosis ptosis ésotropie syndactylie petite taille voir Frydman Cohen Karmon, syndrome de     |             |              | Inconnu    |
| Blépharophimosis syndrome Ohdo type voir Ohdo Madokoro Sonoda, syndrome d                              |             |              |            |
| Book, syndrome de                                                                                      | (en) 112300 |              | Inconnu    |
| Boucher-Neuhauser, syndrome de voir Ataxie - hypogonadisme - dystrophie choroïdienne                   |             |              | Inconnu    |
| Bowen-Conradi, syndrome de                                                                             | (en) 211180 | Récessive    | 12         |
| Bowen type Hutterite, syndrome de voir Bowen-Conradi, syndrome de                                      |             |              |            |
| Boyadjiev-Jabs, syndrome de voir Dysplasie cranio-lenticulo-suturale                                   |             |              |            |
| Brachy céphalo fronto nasale dysplasie voir Cranio fronto nasal syndrome type Teebi                    |             |              | Inconnu    |
| Brachydactylie clinodactylie voir Brachydactylie type A3                                               |             |              | Inconnu    |
| Brachydactylie coudes poignets dysplasie                                                               | (en) 186550 | Dominante    | Inconnu    |
| Brachydactylie - hypertension artérielle                                                               | (en) 112410 | Dominante    | 12         |
| Brachydactylie type A3                                                                                 | (en) 112700 | Dominante    | Inconnu    |
| Brachydactylie type A4                                                                                 | (en) 112800 | Dominante    | Inconnu    |
| Brachydactylie types B et E combinés voir Ballard, syndrome de                                         |             |              | voir       |
| Brachydactylie type Temtamy voir Brachydactylie type A4                                                |             |              | Inconnu    |
| Brachymesophalangie types 2 et 5 voir Brachydactylie type A4                                           |             |              | Inconnu    |
| Branchio-oculofacial syndrome                                                                          | (en) 113620 |              | Inconnu    |
| Branchio-otique, syndrome                                                                              | (en) 120502 | Dominante    | 2          |
| Bride poplitée syndrome forme létale voir Bartsocas papas syndrome                                     |             |              | Inconnu    |
| Bruck, syndrome de                                                                                     | (en) 259450 | Récessive    | 17         |
| Buckley, syndrome de voir Job, syndrome de                                                             |             |              |            |
| Buschke-Fischer-Brauer, syndrome de voir Kératodermie palmoplantaire papuleuse                         |             |              | Inconnu    |

### C
| Nom | OMIM                    | Transmission | Chromosome |
| --- | ----------------------- | ------------ | ---------- |
| Calcinose tumorale                                                                                                | (en) 114120             |              | Inconnu    |
| Campomélie type Cumming                                                                                           | (en) 211890             | Récessive    | Inconnu    |
| Camptobrachydactylie                                                                                              | (en) 114150             | Dominante    | Inconnu    |
| Camptodactylie | (en) 114200             | Dominante    | Inconnu    |
| Canal carpien, syndrome du                                                                                        | (en) 115430             | Dominante    | Inconnu    |
| Cantrell, pentalogie de                                                                                           | (en) 313850             |              | X          |
| Carcinome folliculaire de la thyroïde                                                                             | (en) 188470 (en) 607464 | Dominante    | 10         |
| Carcinome nasopharyngé                                                                                            | (en) 161550             |              | Inconnu    |
| Carnevale Canum Mendoza syndrome de voir Ostéolyse anomalies faciales néphropathie                                |                         |              |            |
| Carnevale Hernandez Castillo syndrome de voir Pouce triphalange brachyectrodactylie                               |                         |              |            |
| Carnosinase, déficit en voir Carnosinémie                                                                         |                         |              |            |
| Carnosinémie | (en) 212200             | Récessive    | 18         |
| Cataracte cardiomyopathie                                                                                         | (en) 212350             | Récessive    | Inconnu    |
| Cataracte congénitale avec microphtalmie voir Microphtalmie cataracte                                             |                         |              |            |
| Cataracte ichtyose syndrome                                                                                       | (en) 212400             |              | Inconnu    |
| Cataracte-microcornée                                                                                             | (en) 116150             | Dominante    | Inconnu    |
| Cataracte - néphropathie - encéphalopathie                                                                        | (en) 218900             | Récessive    | Inconnu    |
| Cataracte polaire antérieure                                                                                      | (en) 115650             |              | 14         |
| Cataracte squelette anormal                                                                                       | (en) 601162             | Dominante    | 10         |
| Cataracte type hutterite                                                                                          | (en) 212500             | Récessive    | Inconnu    |
| Cataracte type volkmann                                                                                           | (en) 115665             | Dominante    | 1          |
| Cayler, syndrome de voir Asymétrie faciale lors des pleurs                                                        |                         |              |            |
| Cellules à inclusions, maladie des voir Mucolipidose type 2                                                       |                         |              |            |
| Céphalosquelettique dysplasie voir Taybi Linder syndrome de                                                       |                         |              |            |
| Cérébro facio thoracique dysplasie                                                                                | (en) 213980             | Récessive    | Inconnu    |
| Cervelet, hypoplasie du                                                                                           | (en) 213000             | Récessive    | Inconnu    |
| Cétoacidurie - retard mental - ataxie - surdité                                                                   | (en) 245100             | Récessive    | Inconnu    |
| Charcot marie Tooth maladie de surdité retard mental                                                              | (en) 310490             |              | X          |
| Cheveux cassants retard mental voir Sabinas syndrome de                                                           |                         |              | Inconnu    |
| Cheveux incoiffables, syndrome des                                                                                | (en) 191480             | Dominante    | Inconnu    |
| Cholestase lymphoedeme                                                                                            | (en) 214900             | Récessive    | 15         |
| Chordome | (en) 215400             | Dominante    | 9          |
| Choréoathétose et spasticité, épisodiques                                                                         | (en) 601042             | Dominante    | 1          |
| Christian De Myer Franken, syndrome de                                                                            | (en) 309620             |              |            |
| Cilliers Beighton syndrome de voir Hanche dysplasie type Beukes                                                   |                         |              |            |
| Cleidocranial dysplasie micrognathisme pouces absents voir Yunis Varon, syndrome de                               |                         |              |            |
| Colobome choriorétinien aplasie vermis cérébelleux voir Joubert avec colobome rétinien, syndrome de               |                         |              |            |
| Communication interauriculaire                                                                                    | (en) 108800             |              |            |
| Contractures congénitales létales, syndrome des (LCCS)                                                            | (en) 253310             | Récessive    | 9          |
| Contractures multiples, type finlandais, syndrome des voir Contractures congénitales létales, syndrome des (LCCS) |                         |              |            |
| Convulsions infantiles bénignes familiales voir Epilepsie infantile bénigne familiale                             |                         |              |            |
| Convulsions infantiles et choréoathétose voir ICCA syndrome                                                       |                         |              |            |
| Cooks, syndrome de voir Anonychie - phalanges distales hypoplasiques                                              |                         |              |            |
| Cordes vocales dysjonction familiale voir Paralysie des muscles du larynx                                         |                         |              |            |
| Cornée dystrophie surdite                                                                                         | (en) 217400             | Récessive    | 20         |
| Cornée fragile syndrome de la                                                                                     | (en) 229200             | Récessive    | Inconnu    |
| Corps calleux agénésie cataracte immunodéficience                                                                 | (en) 242840             | Récessive    |            |
| Côtes courtes type Beemer, syndrome des voir Beemer-Langer, syndrome de                                           |                         |              | >          |
| Crandall, syndrome de                                                                                             |                         |              | Inconnu    |
| Craniocarpotarsien syndrome voir Freeman-Sheldon, syndrome de                                                     |                         |              |            |
| Cranio-cérébello-cardiaque, dysplasie voir 3C syndrome                                                            |                         |              |            |
| Crome, syndrome de voir Cataracte - néphropathie - encéphalopathie                                                |                         |              |            |
| Cross syndrome de voir Oculocérébral hypopigmentation syndrome type cross                                         |                         |              |            |
| C syndrome | (en) 211750             |              |            |
| Cubitus et perone absence anomalies des membres sévères voir Al Awadi Teebi Farag, syndrome d'                    |                         |              |            |
| Cutis laxa opacité cornéenne retard mental voir Progeroide syndrome type de Barsy                                 |                         |              |            |

### D
| Nom                                                                                                | OMIM        | Transmission         | Chromosome |  |
| -------------------------------------------------------------------------------------------------- | ----------- | -------------------- | ---------- |  |
| Dandy Walker hémangiome facial                                                                     | (en) 220200 |                      | 3          |  |
| Dandy Walker transmission récessive liée a l'X                                                     | (en) 304340 |                      | X          |  |
| De Barsy syndrome de voir Progeroide syndrome type de Barsy                                        |             |                      | Inconnu    |  |
| Déficit immunitaire combiné sévère avec leucopénie voir Dysgénésie réticulaire                     |             |                      |            |  |
| Dégénérescence striatale familiale voir Dégénérescence striato-nigrique                            |             |                      |            |  |
| Dégénérescence striato-nigrique                                                                    | (en) 271930 | Récessive            | 19         |  |
| Dégénérescence vitréorétinienne de Wagner voir Wagner, maladie de                                  |             |                      |            |  |
| Degos, maladie de voir Papulose atrophiante maligne                                                |             |                      |            |  |
| Dekaban-Arima, syndrome de voir Joubert avec colobome rétinien, syndrome de                        |             |                      | Inconnu    |  |
| Dentine dysplasie ostéosclérose                                                                    | (en) 125440 | Dominante            | Inconnu    |  |
| Dermatoglyphes absence syndactylie miliaire                                                        | (en) 136000 | Dominante            | Inconnu    |  |
| Dermoides cornéens petite taille                                                                   | (en) 304730 |                      | X          |  |
| Desbuquois, syndrome de                                                                            | (en) 251450 | Récessive            | Inconnu    |  |
| De Vaal, maladie de voir Dysgénésie réticulaire                                                    |             |                      | Inconnu    |  |
| D-glycérate kinase, déficit en voir Acidurie D-glycérique                                          |             |                      | Inconnu    |  |
| Diabète hypogonadisme surdité retard mental voir Woodhouse Sakati, syndrome de                     |             |                      | Inconnu    |  |
| Diabète néonatal                                                                                   | (en) 601410 |                      | 4          |  |
| Dionisis Vici Sabetta Gambarara syndrome de voir Corps calleux agénésie cataracte immunodéficience |             |                      | Inconnu    |  |
| Diplégie congénitale faciale voir Moebius, syndrome de                                             |             |                      |            |  |
| Diplégie spastique type infantile                                                                  | (en) 270600 | Récessive            | Inconnu    |  |
| Dispersion pigmentaire, syndrome de                                                                | (en) 600510 |                      | 7          |  |
| Door syndrome                                                                                      | (en) 220500 |                      | Inconnu    |  |
| Duane, syndrome de                                                                                 | (en) 126800 | Dominante            | 8          |  |
| Dubowitz, syndrome de                                                                              | (en) 223370 | Récessive            | Inconnu    |  |
| Dysgénésie gonadique type XX surdité                                                               |             |                      |            |  |
| Dysgénésie gonadique XY                                                                            | (en) 233420 |                      | Inconnu    |  |
| Dysgénésie réticulaire                                                                             | (en) 267500 | Récessive            | Inconnu    |  |
| Dysgerminome voir Séminome                                                                         |             |                      |            |  |
| Dyskinésie kinésigénique paroxystique                                                              |             |                      |            |  |
| Dysostéosclérose                                                                                   | (en) 224300 | Récessive            | Inconnu    |  |
| Dysostose acrofaciale postaxiale                                                                   | (en) 263750 | Récessive            | Inconnu    |  |
| Dysostose faciocranienne hypomandibulaire                                                          | (en) 241310 | Récessive            | Inconnu    |  |
| Dysostose fronto facio nasale                                                                      | (en) 229400 |                      |            |  |
| Dysostose spondylo costale forme dominante                                                         | (en) 122600 |                      | Inconnu    |  |
| Dysplasie acromicrique                                                                             | (en) 102370 | Dominante            | Inconnu    |  |
| Dysplasie cranio-lenticulo-suturale                                                                | (en) 607812 |                      | 12         |  |
| Dysplasie ectodermique dermatoglyphes absents voir Basan, syndrome de                              |             |                      | Inconnu    |  |
| Dysplasie ectodermique faciale                                                                     | (en) 227260 | Récessive            | Inconnu    |  |
| Dysplasie épiphysaire microcéphalie nystagmus                                                      | (en) 226960 | Récessive            | Inconnu    |  |
| Dysplasie fronto nasale Klippel Feil syndrome                                                      | (en) 148900 |                      |            |  |
| Dysplasie kyphomelique                                                                             | (en) 211350 | Récessive            | Inconnu    |  |
| Dysplasie maxillo-nasale                                                                           | (en) 155050 |                      | Inconnu    |  |
| Dysplasie mesomelique type Thai                                                                    | (en) 156232 |                      | 2          |  |
| Dysplasie metaphysaire de Pyle voir Pyle, maladie de                                               |             |                      |            |  |
| Dysplasie métatropique voir Nanisme métatropique                                                   |             |                      | Inconnu    |  |
| Dysplasie mucoépithéliale héréditaire                                                              | (en) 158310 |                      | Inconnu    |  |
| Dysplasie oculo-auriculo-vertébrale (OAV) voir Goldenhar, syndrome de                              |             |                      |            |  |
| Dysplasie rénale mégalocyste sirénomélie                                                           | (en) 191830 | Dominante            | Inconnu    |  |
| Dysplasie spondylo enchondrale                                                                     | (en) 271550 | Récessive            | Inconnu    |  |
| Dysplasie spondylo-métaphysaire                                                                    |             | Nombreux chromosomes |            |  |
| Dystrophie bulleuse héréditaire type maculaire                                                     | (en) 302000 |                      | X          |  |
| Dystrophie cornéenne                                                                               | (en) 121800 | Dominante            | 1          |  |
| Dystrophie dermo-chondro-cornéenne de François                                                     | (en) 221800 |                      | Inconnu    |  |
| Dystrophie des cônes dominante forme tardive                                                       | (en) 180020 | Dominante            | 6          |  |
| Dystrophie des cônes et des bâtonnets amélogenèse imparfaite                                       | (en) 217080 | Récessive            | Inconnu    |  |
| Dystrophie musculaire des ceintures autosomique dominante, type 1D                                 | (en) 603511 | Dominante            | 7          |  |
| Dystrophie musculaire des ceintures autosomique dominante, type 1E                                 | (en) 602067 | Dominante            | 6          |  |
| Dystrophie musculaire des ceintures autosomique dominante, type 1F                                 | (en) 608423 | Dominante            | 7          |  |
| Dystrophie musculaire des ceintures autosomique dominante, type 1G                                 | (en) 609115 | Dominante            | 4          |  |
| Dystrophie musculaire oculo gastrointestinale                                                      | (en) 277320 | Récessive            | Inconnu    |  |
| Dystrophie neuroaxonale infantile                                                                  | (en) 256600 |                      | Inconnu    |  |
| Dystrophie thoracique asphyxiante du nouveau-né voir Jeune, syndrome de                            |             |                      |            |  |

### E
| Nom | OMIM        | Transmission | Chromosome |
| --- | ----------- | ------------ | ---------- |
| Ectropion inférieur - fente labiopalatine voir Fente labiopalatine - ectropion de la paupière - dents coniques |             |              |            |
| Ehlers-Danlos type hypermobile, syndrome d'                                                                    | (en) 130020 | Dominante    | Inconnu    |
| Encéphalopathie-ganglion basal-calcification                                                                   |             |              |            |
| Encéphalopathie progressive - atrophie optique voir PEHO syndrome                                              |             |              |            |
| Épilepsie-Absences de l'enfant                                                                                 | (en) 600131 | Dominante    | 8          |
| Épilepsie à pointes centro-temporales voir Épilepsie rolandique familiale                                      |             |              |            |
| Épilepsie-démence-amélogenèse imparfaite                                                                       | (en) 226750 | Récessive    | Inconnu    |
| Épilepsie infantile bénigne familiale                                                                          | (en) 601764 | Dominante    | 9          |
| Épilepsie pyridoxino-dépendante                                                                                | (en) 266100 | Récessive    | 5          |
| Épilepsie rolandique familiale                                                                                 | (en) 117100 |              |            |
| Érythème kératolytique hivernal                                                                                | (en) 148370 | Dominante    | 8          |
| Érythrodermie congénitale létale                                                                               | (en) 227090 | Récessive    | Inconnu    |
| Érythrokératodermie ataxie                                                                                     | (en) 133190 | Dominante    | Inconnu    |
| Escher Hort syndrome de voir Lobe de l'oreille épais surdité de conduction                                     |             |              |            |

### F
| Nom                                                                                         | OMIM                                | Transmission         | Chromosome |
| ------------------------------------------------------------------------------------------- | ----------------------------------- | -------------------- | ---------- |
| Face du siffleur voir Freeman-Sheldon, syndrome de                                          |                                     |                      |            |
| Syndrome facio-digito-génital autosomique récessif                                          | (en) 227330                         | Récessive liée à l'X | Inconnu    |
| Fahr syndrome de                                                                            |                                     |                      |            |
| Familial rectal pain                                                                        | (en) 167400                         | Dominante            | Inconnu    |
| Fazio-Londe, maladie de voir Paralysie bulbaire progressive de l'enfant                     |                                     |                      |            |
| Fémur bifide ectrodactylie monodactyle                                                      | (en) 228250                         |                      |            |
| Fente labiale avec ou sans fente palatine                                                   | (en) 119530 (en) 600757 (en) 602966 |                      |            |
| Fente labiopalatine - ectropion de la paupière - dents coniques                             | (en) 119580                         | Dominante            | Inconnu    |
| Fente palatine                                                                              | (en) 119540                         | Dominante            | 2          |
| Fente palatine synechies laterales syndrome                                                 | (en) 119550                         |                      | Inconnu    |
| Fibrillation auriculaire familiale                                                          | (en) 163800                         |                      | Inconnu    |
| Fibrochondrogenèse                                                                          |                                     |                      | Inconnu    |
| Fibrodysplasie ossifiante progressive                                                       | (en) 135100                         | Dominante            |            |
| Fibromatose gingivale surdité                                                               | (en) 135550                         |                      | Inconnu    |
| Filippi syndrome de voir Syndactylie type 1 microcéphalie retard mental                     |                                     |                      |            |
| Flegel, maladie de voir Hyperkératose lenticulaire persistante                              |                                     |                      |            |
| Flynn Aird syndrome de                                                                      | (en) 136300                         |                      | Inconnu    |
| Fragilité osseuse-contractures articulaires voir Bruck, syndrome de                         |                                     |                      |            |
| Fragoso Cid Garcia Hernandez syndrome de voir Dysplasie fronto nasale Klippel Feil syndrome |                                     |                      |            |
| Freeman-Sheldon, syndrome de                                                                | (en) 193700                         |                      | Inconnu    |
| Frydman Cohen Karmon syndrome                                                               | (en) 210745                         |                      | Inconnu    |
| Fryns, syndrome de                                                                          |                                     |                      |            |
| Fuhrman Rieger de Sousa syndrome de voir Perone hypoplasie fémur incurvation olygodactylie  |                                     |                      |            |
| Furukawa Takagi Nakao syndrome de voir Muscle atrophie ataxie rétinite pigmentaire diabète  |                                     |                      |            |
| Fusion des vertèbres cervicales voir Klippel Feil syndrome                                  |                                     |                      |            |

### G
| Nom                                                                                              | OMIM                  | Transmission         | Chromosome | Type de mutation | Gène en cause |
| ------------------------------------------------------------------------------------------------ | --------------------- | -------------------- | ---------- | ---------------- | ------------- |
| Galloway syndrome de                                                                             | (en) 251300           | Récessive            | Inconnu    |                  |               |
| Gapo syndrome de                                                                                 | (en) 230470           | Récessive            | Inconnu    |                  |               |
| Géniospasme                                                                                      | (en) 161400           | Dominante            | 17         |                  |               |
| Génodermatose scléroatrophiante kératodermique des extrémités de Huriez                          | (en) 181600           | Dominante            | 4          |                  |               |
| Gerhardt syndrome de voir Paralysie des muscles du larynx                                        |                       |                      |            |                  |               |
| Gerodermie osteodysplastique                                                                     | (en) 231070           |                      | Inconnu    |                  |               |
| Gillespie, syndrome de voir Aniridie, ataxie cérébelleuse, avec retard mental                    |                       |                      |            |                  |               |
| Glass chapman hockley syndrome de voir Craniosynostose brachydactylie                            |                       |                      |            |                  |               |
| Glutamate décarboxylase, déficit en voir Épilepsie pyridoxino-dépendante                         |                       |                      |            |                  |               |
| Gluten, intolérance au voir Cœliaque, maladie                                                    |                       |                      |            |                  |               |
| Goldenhar, syndrome de                                                                           | (en) 164210 Dominante | 14                   |            |                  |               |
| Gollop syndrome de voir Dysostose fronto facio nasale                                            |                       |                      |            |                  |               |
| Gollop Wolfgang syndrome de voir Dysostose fronto facio nasale                                   |                       |                      |            |                  |               |
| Goltz, syndrome de                                                                               | (en) 305600           | Dominante liée à l'X |            |                  |               |
| Gordon, syndrome de                                                                              | (en) 114300           | Dominante            | Inconnu    |                  |               |
| Graham-Cox, syndrome de voir Agénésie du corps calleux - retard mental - colobome - micrognathie |                       |                      |            |                  |               |
| Grand Kaine Fulling syndrome de voir Vasculopathie cérébrorétinienne                             |                       |                      |            |                  |               |
| Granulomatose à cellules de Langerhans voir Histiocytose langerhansienne                         |                       |                      |            |                  |               |
| G syndrome                                                                                       |                       |                      |            |                  |               |
| Guizar Vasquez Luengas syndrome voir Dermoides corneens petite taille                            |                       |                      |            |                  |               |
| Gunal Seber Basaran syndrome de voir Dacryocystite osteopoikilose                                |                       |                      |            |                  |               |

### H
| Nom | OMIM        | Transmission | Chromosome |
| --- | ----------- | ------------ | ---------- |
| Hanche dysplasie type Beukes                                                                               | (en) 142669 | Dominante    | 4q31       |
| Harding, ataxie de voir Ataxie de Harding                                                                  |             |              |            |
| Hennekam syndrome de                                                                                       | (en) 235510 | Récessive    |            |
| Hernie diaphragmatique                                                                                     |             |              |            |
| Hernie diaphragmatique-faciès anormal                                                                      |             |              |            |
| Herva, maladie de voir Contractures congénitales létales, syndrome des LCCS                                |             |              |            |
| Hétérotaxie de transmission autosomique dominante                                                          |             |              |            |
| Histidinurie rénale                                                                                        | (en) 235830 | Récessive    | Inconnu    |
| Homme de pierre, maladie de l' voir Fibrodysplasie ossifiante progressive                                  |             |              |            |
| Hunter Jurenka Thompson syndrome de voir Oculo reno cérébelleux syndrome                                   |             |              |            |
| Hydronéphrose congénitale                                                                                  | (en) 143400 | Dominante    |            |
| Hydronéphrose expression faciale particulière voir Ochoa, syndrome de                                      |             |              |            |
| Hyperimmunoglobulinémie E voir Job, syndrome de                                                            |             |              |            |
| Hyperkératose lenticulaire persistante                                                                     | (en) 144150 |              | Inconnu    |
| Hyperkeratose palmo plantaire cancer de l œsophage                                                         | (en) 148500 |              |            |
| Hyperkératose palmoplantaire et gingivale                                                                  | (en) 148730 |              | Inconnu    |
| Hyperostose corticale généralisée                                                                          |             |              |            |
| Hyperostose généralisée striée voir Ostéopathie striée sclérose crânienne                                  |             |              |            |
| Hyperplasie hemifaciale strabisme voir Bencze, syndrome de                                                 |             |              |            |
| Hypertélorisme hypospadias syndrome                                                                        | (en) 145410 |              |            |
| Hypertélorisme microtie fente faciale                                                                      | (en) 239800 |              | Inconnu    |
| Hypertrabéculation ventriculaire gauche voir Non-compaction ventriculaire gauche                           |             |              |            |
| Hypertrichose cubitale petite taille                                                                       | (en) 139600 |              |            |
| Hypertrichose généralisée liée a l'X voir Macias Flores Garcia Cruz, syndrome de                           |             |              |            |
| Hypertrichose lanugineuse congénitale                                                                      | (en) 145700 | Dominante    | Inconnu    |
| Hypertrichose universelle congénitale voir Ambras, syndrome d'                                             |             |              |            |
| Hypertrophie gingivale dystrophie cornéenne voir Oculodentaire syndrome type Rutherfurd                    |             |              |            |
| Hypopéristaltisme intestinal-microcôlon-hydronéphrose                                                      | (en) 249210 |              |            |
| Hypopigmentation oculocérébral syndrome type cross voir Oculocérébral hypopigmentation syndrome type cross |             |              |            |
| Hypoplasie cérébelleuse voir Cervelet, hypoplasie du                                                       |             |              |            |
| Hypoplasie hématopoïétique généralisée voir Dysgénésie réticulaire                                         |             |              |            |
| Hypospadias-dysphagie, syndrome voir G syndrome                                                            |             |              |            |
| Hypotrichose héréditaire de Marie Unna                                                                     | (en) 146530 | Dominante    | 8          |

### I
| Nom                                                                    | OMIM        | Transmission | Chromosome |
| ---------------------------------------------------------------------- | ----------- | ------------ | ---------- |
| ICCA syndrome                                                          | (en) 602066 | Dominante    | 16         |
| Ichtyose folliculaire atrichie photophobie syndrome                    | (en) 308205 |              |            |
| Ifap syndrome voir Ichtyose folliculaire atrichie photophobie syndrome |             |              |            |
| Iminoglycinurie                                                        | (en) 242600 | Récessive    |            |
| Inclusions microvilleuses maladie des                                  | (en) 251850 | Récessive    |            |
| Incompétence velopharyngienne familiale                                | (en) 167500 |              |            |
| Instabilite articulaire syndrome d                                     | (en) 147900 | Dominante    |            |
| Itin, syndrome d' voir Onycho tricho dysplasie leucopenie              |             |              |            |
| Ivic syndrome d                                                        | (en) 147750 | Dominante    |            |

### J
| Nom                                                  | OMIM        | Transmission | Chromosome |
| ---------------------------------------------------- | ----------- | ------------ | ---------- |
| Jambe hypoplasie cataracte                           | (en) 246000 | Récessive    |            |
| Jeune, syndrome de                                   | (en) 208500 | Récessive    | 15         |
| Job, syndrome de                                     | (en) 147060 | Dominante    | 4          |
| Johanson-Blizzard, syndrome de                       | (en) 243800 | Récessive    |            |
| Johnson Mcmillin syndrome de                         | (en) 147770 | Dominante    |            |
| Jones syndrome de voir Fibromatose gingivale surdité |             |              |            |

### K
| Nom | OMIM                    | Transmission | Chromosome |
| --- | ----------------------- | ------------ | ---------- |
| Syndrome Kabuki | (en) 147920             | Dominante    |            |
| KBG syndrome | (en) 148050             | Dominante    |            |
| Kératoacanthome familial                                                                                                   | (en) 132800             | Dominante    | 9          |
| Kératodermie palmoplantaire adénocarcinome colique                                                                         | (en) 148500             | Dominante    | 17         |
| Kératodermie palmoplantaire avec kystes des paupières, hypodontie et hypotrichose voir Schopf-Schulz-Passarge, syndrome de |                         |              |            |
| Kératodermie palmoplantaire papuleuse                                                                                      | (en) 148600             | Dominante    |            |
| Klippel Feil syndrome | (en) 148900 (en) 214300 | Dominante    | 8          |
| Kohlschutter-Tonz, syndrome de voir Epilepsie-démence-amélogenèse imparfaite                                               |                         |              |            |
| Korula Wilson Salomon syndrome de voir Lagophtalmie fente labio palatine                                                   |                         |              |            |
| Kunze Riehm syndrome de voir Michelin, bébé, maladie du                                                                    |                         |              |            |

### O
| Nom                                                                                             | OMIM        | Transmission | Chromosome |
| ----------------------------------------------------------------------------------------------- | ----------- | ------------ | ---------- |
| Ochoa syndrome de                                                                               | (en) 236730 | Récessive    | 10         |
| Oculo auriculo fronto nasal syndrome voir Dysostose fronto facio nasale                         |             |              |            |
| Oculocérébral hypopigmentation syndrome type cross                                              | (en) 257800 | Récessive    | Inconnu    |
| Oculocérébrofacial syndrome type kaufman                                                        | (en) 244450 | Récessive    | Inconnu    |
| Oculodentaire syndrome type Rutherfurd                                                          | (en) 180900 | Dominante    | Inconnu    |
| Oculo dento digitale dysplasie type récessive voir Oculo dento osseuse dysplasie type récessive |             |              |            |
| Oculo dento osseuse dysplasie type récessive                                                    | (en) 257850 | Récessive    | Inconnu    |
| Oculo oto radial syndrome voir IVIC, syndrome                                                   |             |              |            |
| Oculo palato cérébral nanisme                                                                   | (en) 257910 | Récessive    | Inconnu    |
| Oculo reno cérébelleux syndrome                                                                 | (en) 257970 | Récessive    | Inconnu    |
| Oerter Friedman Anderson syndrome de voir Neuroectodermique endocrine syndrome                  |             |              |            |
| Œsophage de Barrett                                                                             | (en) 109350 | Dominante    | 13         |
| Ohaha syndrome de                                                                               | (en) 271245 | Récessive    | 10         |
| Ohdo Madokoro Sonoda syndrome d                                                                 | (en) 249620 | Sporadique   |            |
| Omodysplasie                                                                                    | (en) 164745 | Dominante    | Inconnu    |
| Omodysplasie forme récessive                                                                    | (en) 258315 | Dominante    | Inconnu    |
| Omoplate surélévation voir Sprengel anomalie de                                                 |             |              |            |
| Onycho tricho dysplasie leucopenie                                                              | (en) 258360 | Récessive    | Inconnu    |
| Ophtalmo-acromélique, syndrome                                                                  | (en) 206920 | Récessive    | Inconnu    |
| Ophtalmo mandibulo melique dysplasie                                                            | (en) 164900 | Dominante    | Inconnu    |
| Ophthalmoplègie hypoacousie ataxie voir Ohaha, syndrome de                                      |             |              |            |
| Opitz-Frias, syndrome d' voir G syndrome                                                        |             |              |            |
| Opitz trigonocéphalie syndrome voir C syndrome                                                  |             |              |            |
| Opsismodysplasie                                                                                | (en) 258480 | Récessive    | Inconnu    |
| Orofacial syndrome type Thurston voir Polydactylie postaxiale fente labiale mediane             |             |              |            |
| Oro-facio-digital, avec anomalies rétiniennes, syndrome voir Oro-facio-digital type 8, syndrome |             |              |            |
| Oro-facio-digital type 2, syndrome                                                              | (en) 252100 | Récessive    | Inconnu    |
| Oro-facio-digital type 3, syndrome                                                              | (en) 258850 | Récessive    | Inconnu    |
| Oro-facio-digital type 4, syndrome                                                              | (en) 258860 | Récessive    | Inconnu    |
| Oro-facio-digital type 8, syndrome                                                              | (en) 258865 |              | X          |
| Ostéochondrite déformante voir Legg-Calve-Perthes, maladie de                                   |             |              |            |
| Ostéochondrite disséquante                                                                      | (en) 165800 | Dominante    | Inconnu    |
| Ostéodysplasie familiale type Anderson                                                          | (en) 259250 |              |            |
| Ostéolyse anomalies faciales néphropathie                                                       | (en) 166300 | Dominante    | Inconnu    |
| Ostéopathie striée sclérose crânienne                                                           | (en) 166500 | Dominante    | Inconnu    |
| Oto dentaire dysplasie                                                                          | (en) 166750 | Dominante    | Inconnu    |
| Oto onycho peroneal syndrome                                                                    | (en) 259780 | Récessive    | Inconnu    |
| Otospongiose, forme familiale                                                                   | (en) 166800 | Dominante    | 15         |

### S
| Nom                                                                               | OMIM        | Transmission | Chromosome |
| --------------------------------------------------------------------------------- | ----------- | ------------ | ---------- |
| Sabinas syndrome de                                                               | (en) 211390 | Récessive    | Inconnu    |
| Sallis Beighton syndrome de voir Digito pédieux, syndrome                         |             |              |            |
| Scaphocéphalie                                                                    | (en) 123100 | Dominante    | 3-7        |
| Selig Benacerraf Greene syndrome de voir Dysplasie rénale mégalocyste sirénomélie |             |              |            |
| Séminome                                                                          | (en) 273300 | Récessive    | 12         |
| Sengers, syndrome de voir Cataracte cardiomyopathie                               |             |              |            |
| Sensenbrenner syndrome voir Cranio ectodermique dysplasie                         |             |              |            |
| Skin peeling syndrome                                                             | (en) 270300 | Récessive    | Inconnu    |
| Slavotinek Hurst syndrome de voir Cataracte, squelette anormal                    |             |              |            |
| Sprengel anomalie de                                                              | (en) 184400 | Dominante    | Inconnu    |
| Stomatocytose héréditaire avec hématies hyperhydratées                            | (en) 185000 | Récessive    | 9          |
| Surdité alopécie hypogonadisme                                                    | (en) 262000 | Récessive    | 2          |
| Surdité congénitale onychodystrophie récessive voir Door syndrome                 |             |              |            |
| Surdité néphrite malformation ano rectale voir Lowe Kohn Cohen, syndrome de       |             |              |            |
| Synostose radio-cubitale bilatérale                                               | (en) 179300 |              |            |

### T
| Nom                                                                                          | OMIM        | Transmission | Chromosome |
| -------------------------------------------------------------------------------------------- | ----------- | ------------ | ---------- |
| Taybi Linder syndrome de                                                                     | (en) 210710 | Récessive    | Inconnu    |
| Teebi syndrome de voir Cranio fronto nasal syndrome type Teebi                               |             |              | Inconnu    |
| Telecanthus anomalies associées voir Hypertélorisme hypospadias syndrome                     |             |              |            |
| Thoraco-abdominal syndrome voir Cantrell, pentalogie de                                      |             |              |            |
| Tibia aplasie ectrodactylie                                                                  | (en) 119100 | Dominante    | Inconnu    |
| Trichothiodystrophie type B voir Sabinas, syndrome de                                        |             |              | Inconnu    |
| Trichothiodystrophie type G voir Onycho tricho dysplasie leucopénie                          |             |              | Inconnu    |
| Troubles bipolaires (formes génétiques) voir Maniaco-dépressive, maladie (formes génétiques) |             |              |            |

### U
| Nom                                                                         | OMIM        | Transmission | Chromosome |
| --------------------------------------------------------------------------- | ----------- | ------------ | ---------- |
| Uhl, anomalie d'                                                            | (en) 107970 | Dominante    | 14         |
| Upington maladie d                                                          | (en) 191520 | Dominante    | Inconnu    |
| Urban Schosser Spohn syndrome de voir Dysplasie mucoépithéliale héréditaire |             |              | Inconnu    |
| Urofacial syndrome voir Ochoa, syndrome de                                  |             |              |            |
| Urticaire pigmentaire                                                       | (en) 602248 | Dominante    | Inconnu    |

### V
| Nom                                                 | OMIM        | Transmission | Chromosome |
| --------------------------------------------------- | ----------- | ------------ | ---------- |
| Van Buchem maladie de                               | (en) 239100 | Récessive    | 17         |
| Van der Bosch syndrome de                           | (en) 314500 |              | Inconnu    |
| Varadi-Papp, syndrome de                            | (en) 277170 | Récessive    | Inconnu    |
| Vasculopathie cérébro rétinienne                    | (en) 192315 | Dominante    | 3          |
| Verloes David syndrome de voir Mesomelie synostoses | (en) 600383 | Dominante    | Inconnu    |

### W
| Nom                                                                     | OMIM        | Transmission | Chromosome |
| ----------------------------------------------------------------------- | ----------- | ------------ | ---------- |
| Wagner, maladie de                                                      | (en) 143200 | Dominante    | 5          |
| Wieacker-Wolff, syndrome de                                             | (en) 314580 |              | X          |
| Wiedemann Rautenstrauch syndrome de                                     | (en) 264090 | Récessive    | Inconnu    |
| Wilson Turner syndrome de                                               | (en) 309585 |              | X          |
| Woodhouse Akati syndrome de                                             | (en) 241080 |              | Inconnu    |
| Woods Black Norbury syndrome de voir Mort neonatale deficit immunitaire |             |              |            |
| Wt membres sang syndrome                                                | (en) 194350 | Dominante    | Inconnu    |